# Zoo de Granby
Le Zoo de Granby est un parc zoologique canadien situé au Québec, à Granby. Il s'agit d'un des plus importants parcs zoologiques du Québec et du Canada quant au nombre d'espèces présentées. Les visiteurs peuvent observer plus de 1800 animaux et 225 espèces différentes.

## Historique
Le Zoo de Granby tire ses origines de la ménagerie qu'avait établie Pierre-Horace Boivin, industriel et maire de Granby de 1939 à 1964, comprenant à l'origine ses chiens, des chevaux et des chèvres. À partir de son élection comme maire, il fait appel à ses hôtes lors de ses voyages pour lui donner des animaux pour faire grandir sa collection. En 1944, sa ménagerie doit déménager sur un terrain sis rue Bourget puis, celui-ci étant devenu trop exigu, sur un terrain de 60 acres obtenu en 1944 de la paroisse Notre-Dame et qui était initialement prévu pour devenir un cimetière. À ce moment, le zoo compte 5 cerfs de Virginie, 3 wapitis, 3 bisons, 2 ours noirs et quelques petits animaux.
En 1953, la ménagerie devient officiellement le Zoo de Granby lorsque la gestion est confiée à la Société zoologique de Granby, qui voit en outre à son déménagement sur le site qu'il occupe aujourd'hui. L'entrée demeure gratuite jusqu'en 1954, puis elle passera à 25 cents pour la clientèle adulte les jours de fins de semaines.
Durant les années qui suivent, plusieurs grands chantiers viennent agrandir le site. La collection animale s'enrichit également, parfois par des dons provenant de personnalités, comme les castors offerts au Prince Rainier pour son mariage, ou encore un jeune éléphant reçu de Nehru comme cadeau aux enfants de Granby. C'est la notoriété du maire Boivin qui permet au Zoo d'acquérir plus d'animaux. Il entretient des relations avec plusieurs autres zoos : les zoos de Paris, Londres, Toronto, Victoria, New York, Washington, Cleveland, Philadelphie, Chicago et Détroit.
Ainsi, en 1960, le Jardin zoologique de Granby rassemble 350 animaux.
En 1986, Louise Beaudin, une ex-vétérinaire du Zoo de Granby fait paraître aux éditions Michel Quintin le livre Zoo - Si les bêtes parlaient, si le public savait dans lequel elle dénonce entre autres certains traitements réservés aux animaux du zoo.
En 1993, l'année du quarantième anniversaire de l'officialisation du Zoo est également celle du décès de son fondateur, Pierre-Horace Boivin.
En 1997, le jardin zoologique inaugure le Pavillon Afrika qui permet la présentation des gorilles (dont le silverback Mumba) et autres animaux africains dans un espace intérieur. L'inauguration est effectuée par le président Luc Lapointe et le directeur général Mario Limoges. directeur général, en présentent les principaux attraits à une foule nombreuse.

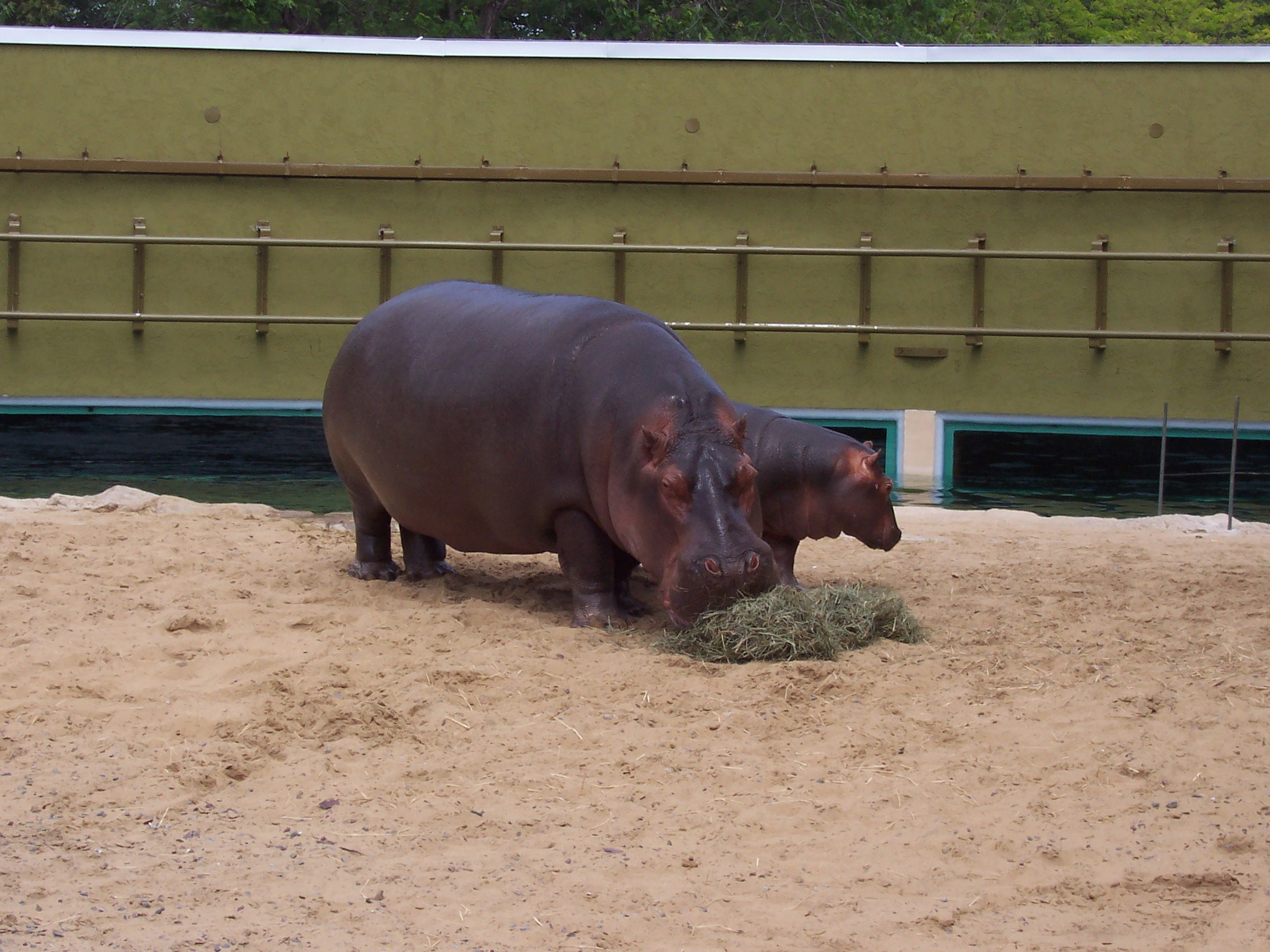
Hippopotames devant la Rivière aux hippos

En 1999, le 4 juin, le parc aquatique Amazoo ouvre ses portes et permettra au Zoo de Granby d'atteindre l'autofinancement. L'inauguration est présentée par la présidente Suzanne Jolicoeur et le directeur général Mario Limoges en compagnie du maire de Granby et des ministres québécois et canadiens du tourisme.
C'est en 1998, 1999 et 2000 que la campagne publicitaire Moi je Zoo, et j'Amazoo fait son œuvre au Québec. Cette campagne publicitaire orchestrée par le directeur général Mario Limoges et le créateur Germain Perreault remporta de nombreux premiers prix dans le milieu publicitaire québécois et fut finaliste au concours canadien à Vancouver, en l'an 2000.
En 2001, le Zoo de Granby a annoncé qu'il abandonnait la création d'un delphinarium, faute de financement public. Ce projet avait été élaboré dans les cinq dernières années avec les partenaires et amis du Zoo. Il avait été l'objet d'une vive opposition de la part d'un groupe de défense des conditions de vie des animaux,.
Le 1er octobre 2004, le Zoo retrouve à nouveau l'accréditation du l'American Zoo Association (maintenant Association des zoos et des aquariums) (AZA) qu'il avait perdue tout récemment. L'accréditation de la World association of zoos and aquariums suit au début de 2005. Le registre animalier du Zoo se classe également dans les 25 premières positions parmi les 600 institutions participant à l'International Species Inventory System (ISIS) qui recense l'intégralité des représentants animaux de ces institutions.
Un nouvel hôpital vétérinaire au jardin zoologique, le Centre de soins et de conservation, voit le jour en 2005 après 2,2 millions de dollars canadiens d'investissement grâce notamment à la Fondation du Zoo de Granby, mise sur pied à la fin des années 1990, peu de temps avant l'inauguration du désormais célèbre Amazoo.
En 2006, le zoo inaugure une nouvelle attraction, la Rivière aux Hippos, permettant d'observer à partir de baies vitrées le comportement sous l'eau des hippopotames.
En 2007, le Zoo inaugure les Sentiers d'Afrique comprenant la Savane Africaine et complète ainsi un plan de modernisation de 42 millions de dollars. En décembre 2007, le Zoo l'hiver ouvre ses portes avec grand succès.
Pour l'été 2008, le Zoo présente la nouveauté des Portes de l'aventure et procède à l'inauguration de 2 nouveaux manèges dans son parc À nous la planète dont un parcours de montagnes russes familial.

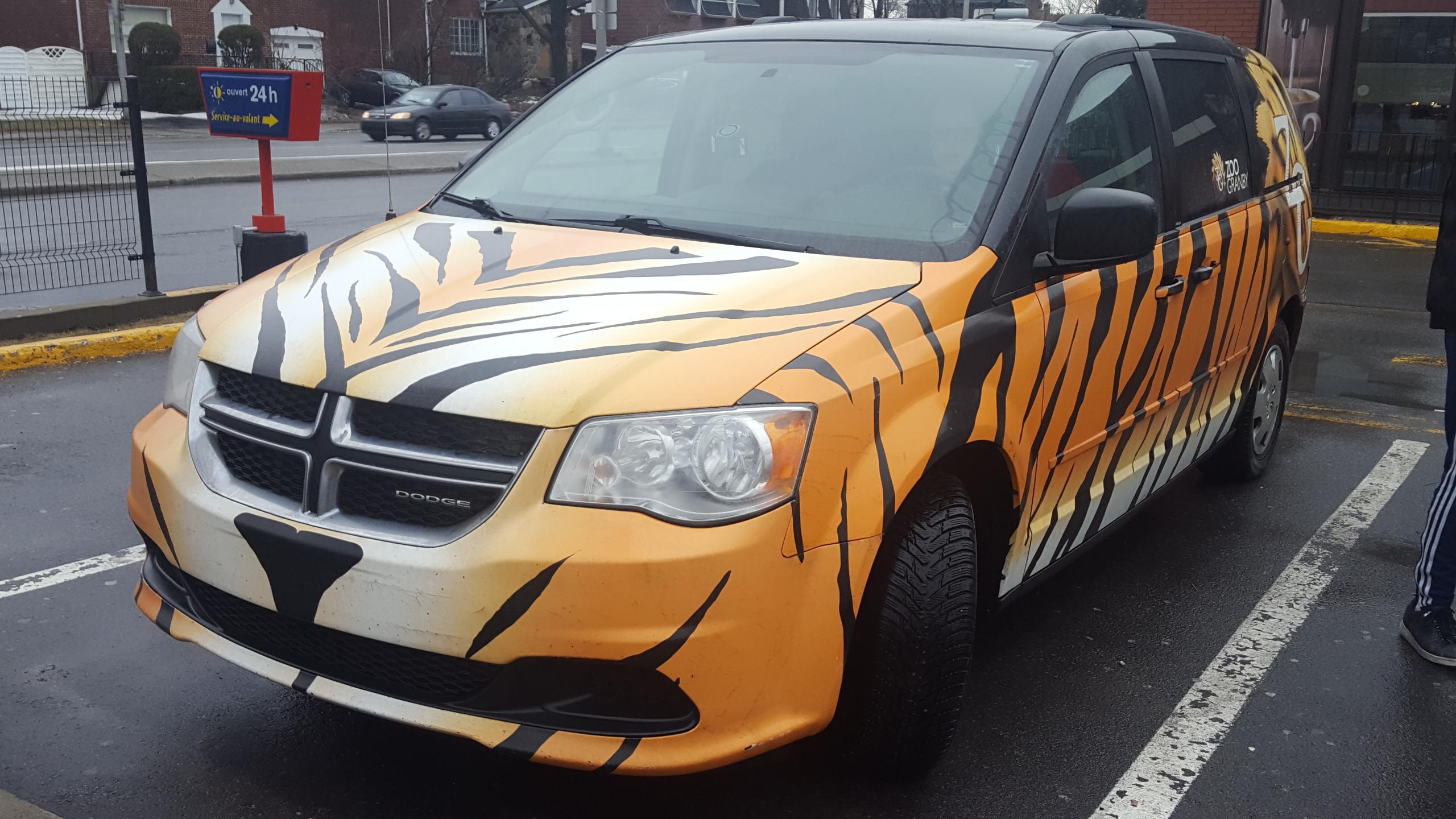
Un Dodge Grand Caravan du zoo de Granby.

En 2008, le Zoo recueille le lionceau Boomer, échappé de chez un propriétaire privé du Maniwaki. En 2009, le Zoo est légalement devenu le seul détenteur du lion.
En 2023, le spécialiste de Ni Hao, Kai-Lan jusqu'à ce que 3 août ou 13 août[Quoi ?].

### Conflit de travail en 2024
Parmi les 830 employés du Zoo de Granby, 130 sont syndiqués. Ces derniers sont sans contrat de travail depuis le 31 décembre 2023. Alors que les négociations piétinent sur les clauses normatives, le syndicat adopte un mandat pour dix jours de grève. Trois journées de débraillage ont lieu en juillet 2023,. 
Le 22 juillet, la direction du Zoo dépose auprès de ses employés syndiqués une offre dite finale ; celle-ci est rejetée. Le vendredi 26 juillet, les syndiqués du Zoo adoptent à 91% un mandat de grève générale illimitée, sans toutefois le mettre en œuvre. Le lundi 29 juillet, la direction du Zoo décrète un lock-out. Malgré le lock-out, le parc zoologique demeure ouvert à la clientèle.  
Selon son Directeur général, le Zoo a accueilli au cours de la période estivale 446 000 visiteurs, soit environ 4000 de moins qu'à l'été 2023, alors que la direction s'était fixé un objectif de 475 000 entrées. 
En novembre 2024, les discussions s'améliorent à la table de négociation, autant la partie syndicale que la partie patronale se disant heureuses des progrès accomplis. 
Au bout de 73 rencontres de négociation, dont 64 en présence d'un représentant du ministère du Travail, une entente de principe est obtenue entre les deux parties le 20 février. Elle est approuvée par les membres à 99%.  

## Installations et faune présentée
Le Zoo de Granby compte environ  1800 spécimens de près de 225 espèces animales.

### Les secteurs du zoo
Le Zoo de Granby comprend 5 secteurs animaliers principaux, en plus des aires de services (restauration, souvenirs), du parc de manèges et du parc aquatique Amazoo.

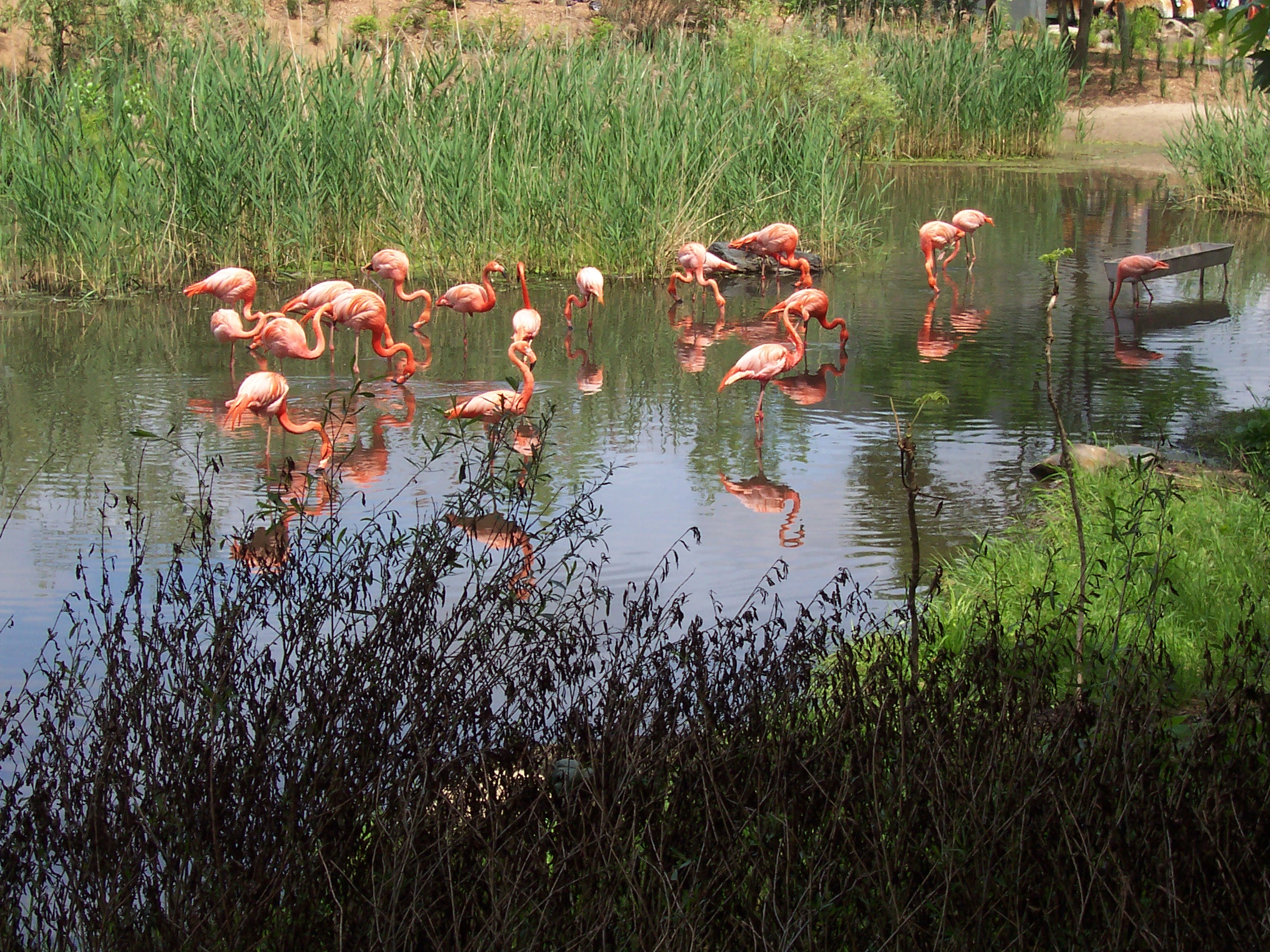
L'étang des flamants

- Afrique : Dans la savane africaine, il est possible d'apercevoir de nombreuses espèces dont des girafes baringo (Giraffa camelopardalis rothschildi), des éléphants d'Afrique (Loxodonta africana), des Zèbres de Grant (Equus burchelli granti), des autruches (Struthio camelus), etc. Le Pavillon Afrika compte parmi ses pensionnaires lions, mandrills, une colonie de gorille des plaines (Gorilla gorilla gorilla). Des lémurs catta, des flamants roses (Phoenicopterus ruber), loutres à joues blanches (Aonyx capensis) et de nombreuses autres espèces, particulièrement de primates (colobes, etc), sont aussi visible. En 2020 et 2021, de grands investissements permettent aux visiteur d'apercevoir dans de nouveaux habitats intérieurs rhinocéros, potamochères, marabouts et lions lors de la saison hivernale.

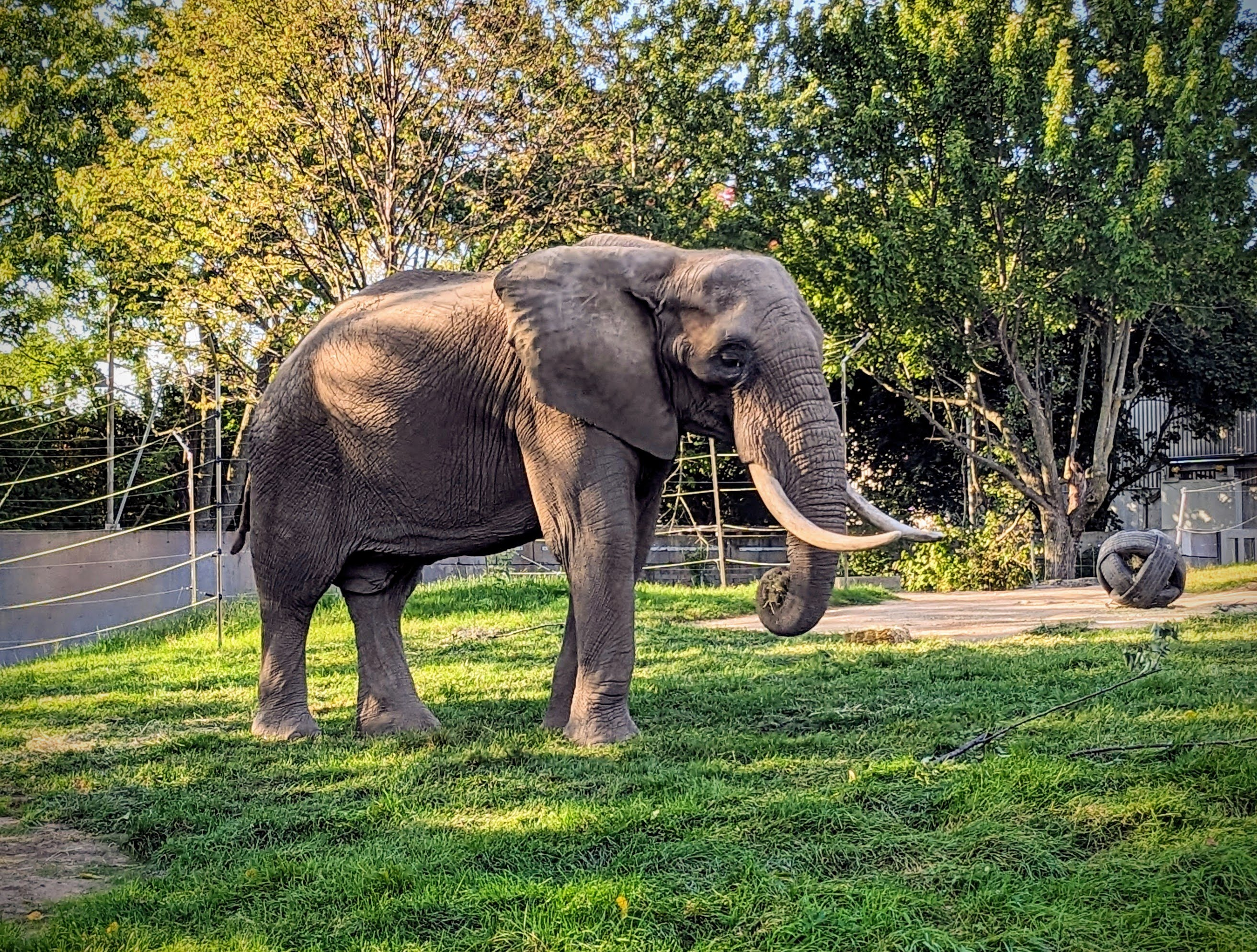
Éléphant du Zoo de Granby

- Éléphant du Zoo de GranbyOcéanie : L'Océanie est représentée par un vaste enclos dans lequel les visiteurs peuvent pénétrer et rencontrer des kangourou géants (Macropus giganteus), wallabies de Bennett, émeus et cygnes noirs.

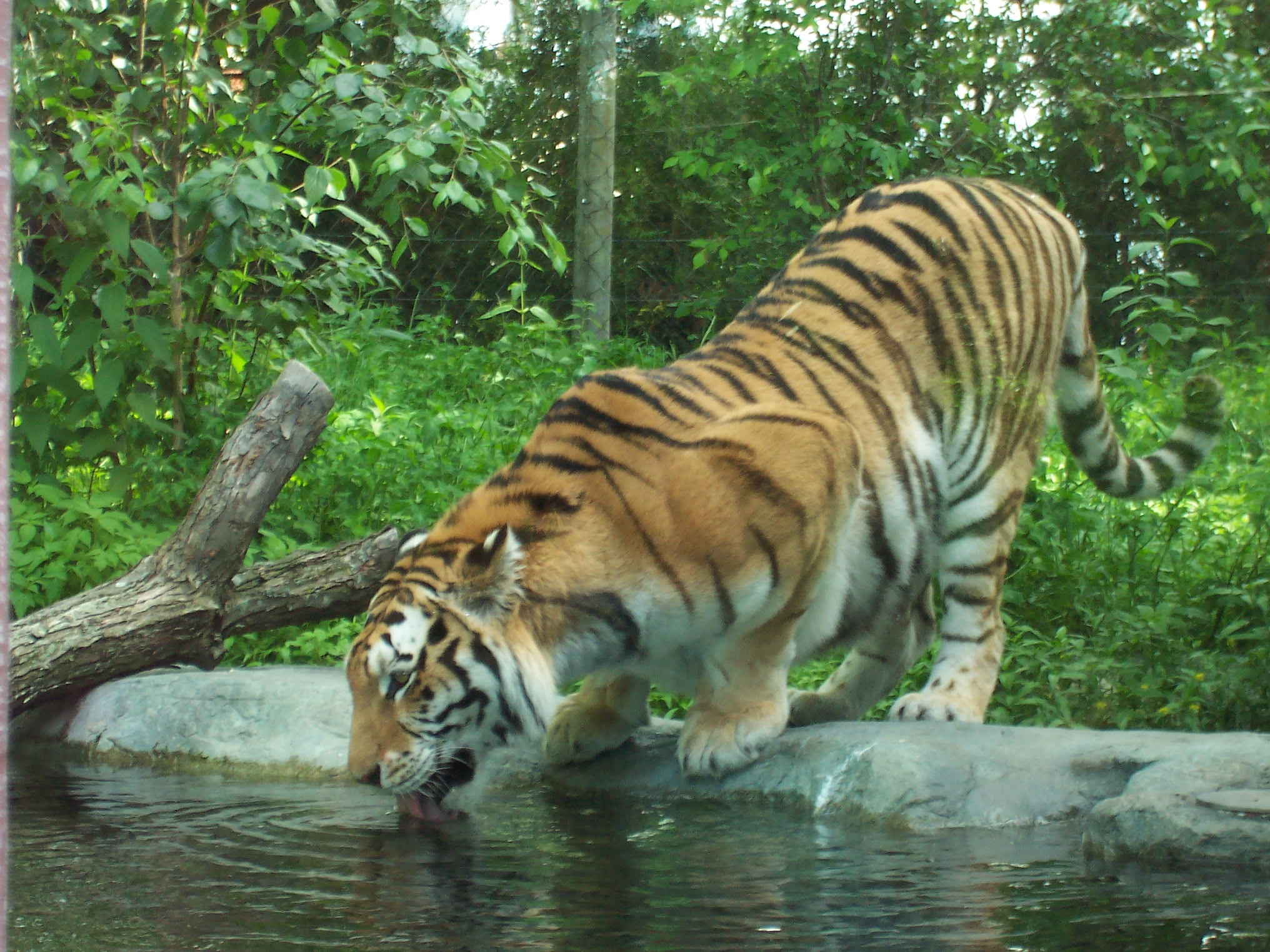
Dans l'œil du Tigre

- Asie : Le secteur asiatique compte diverses espèces, dont les macaque japonais, le chameau de Bactriane (Camelus bactrianus), le thar de l'Himalaya, l'Ours noir de l'Himalaya, le petit panda (Ailurus fulgens), etc. Un nouvel aménagement en 2005, Dans l'œil du tigre, permet d'observer les tigres de l'Amour (Panthera tigris altaica) de près dans une reconstitution du centre d'observation de Lazorvski en Russie.
- Amérique centrale et du sud : Le Temple maya et quelques autres sites du zoo permet d'observer diverses espèces: jaguar (Panthera onca), lama, capybara, condor des Andes.

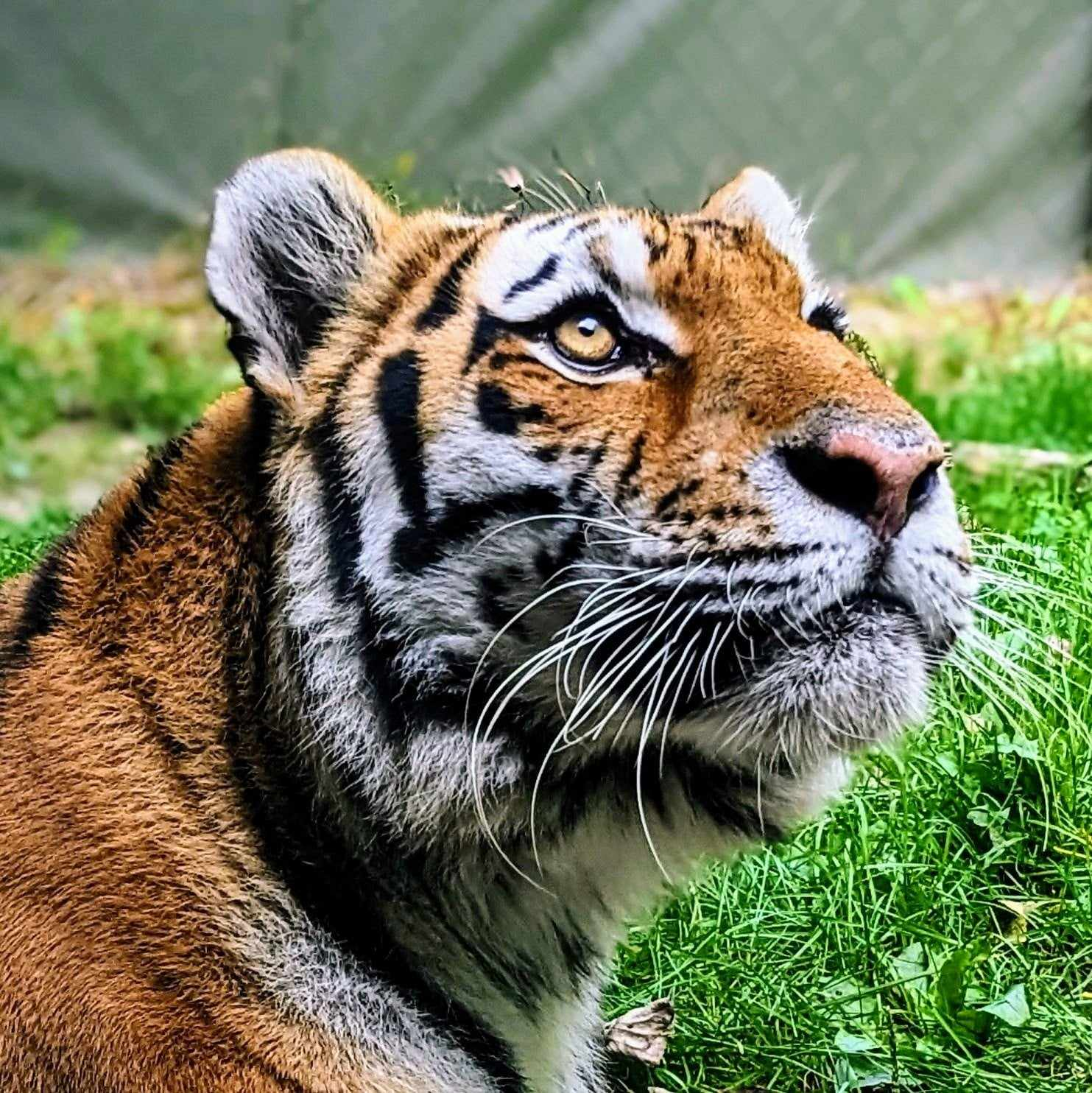
Tigre du Zoo de Granby

- Tigre du Zoo de GranbyPetite ferme : Ce secteur permet aux enfants d'interagir avec plusieurs animaux de la ferme et de la petite faune nord-américaine: chèvres, canards, vaches, ânes, souris, etc.

### Les attraits animaliers

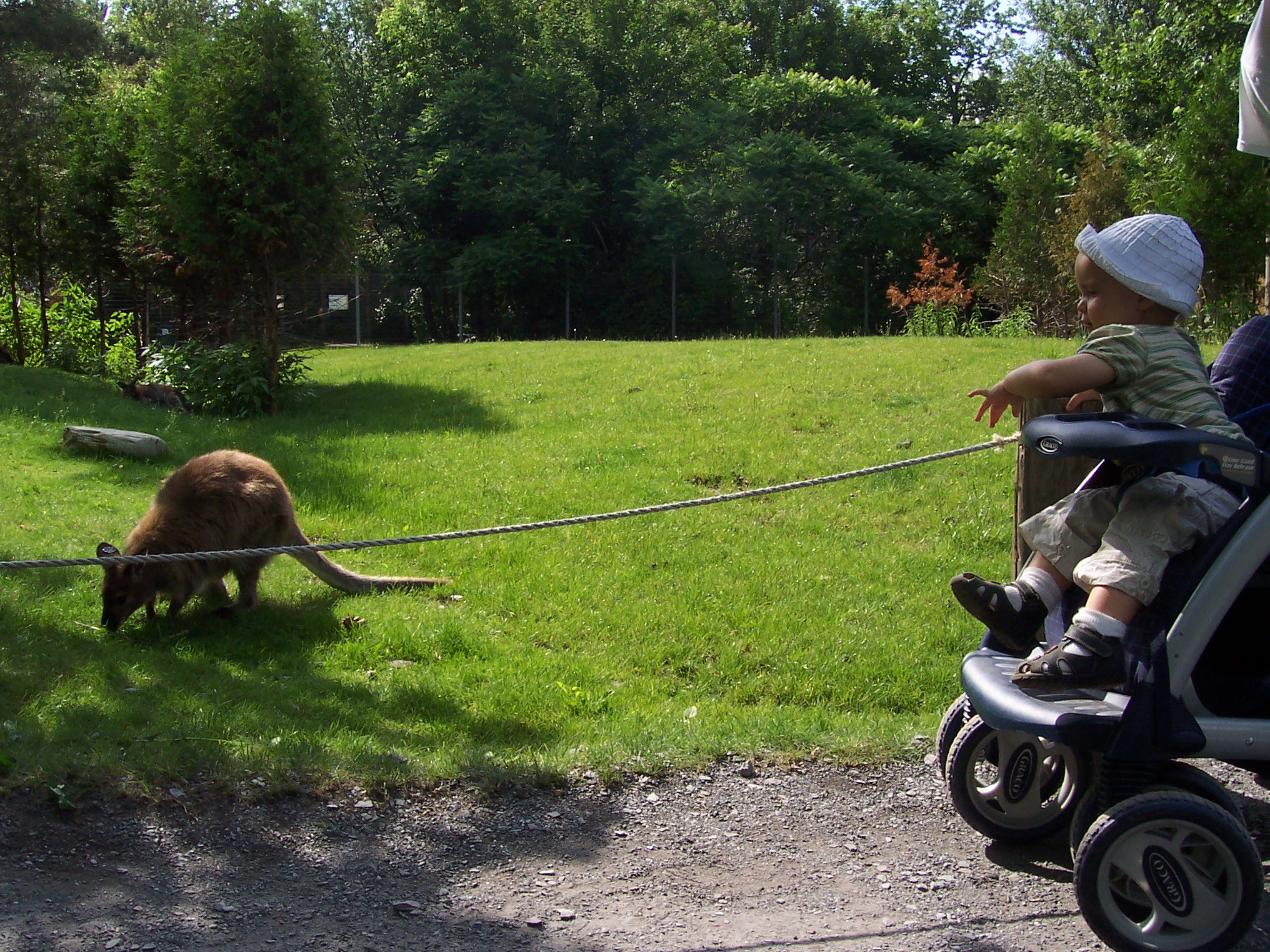
Rencontre avec un wallaby de Bennett.

En plus des secteurs ci-haut, certains attraits animaliers particuliers ont été créés au Zoo de Granby:
- Volière des loris: Cette volière est ouverte au public et il est possible d'y pénétrer afin d'interagir avec des loriquets (Trichoglossus haematodus).
- Caverne des débrouillards: Il s'agit d'une caverne artificielle présentant différentes espèces d'animaux présentes dans ce milieu. La topographie de la caverne est prévue afin que les enfants puissent explorer les courts tunnels et les recoins qui y sont présents.
- Odyssée Pacifique Sud: En 2011 le Zoo inaugure un tout nouveau pavillon nommé Odyssée Pacifique Sud qui permet aux visiteurs de caresser et nourrir des raies, observer des poissons provenant d'Australie, des requins, ainsi que des méduses. Le nouveau pavillon comprend aussi un spectacle multimédia intitulé Kaïla.

### Autres activités

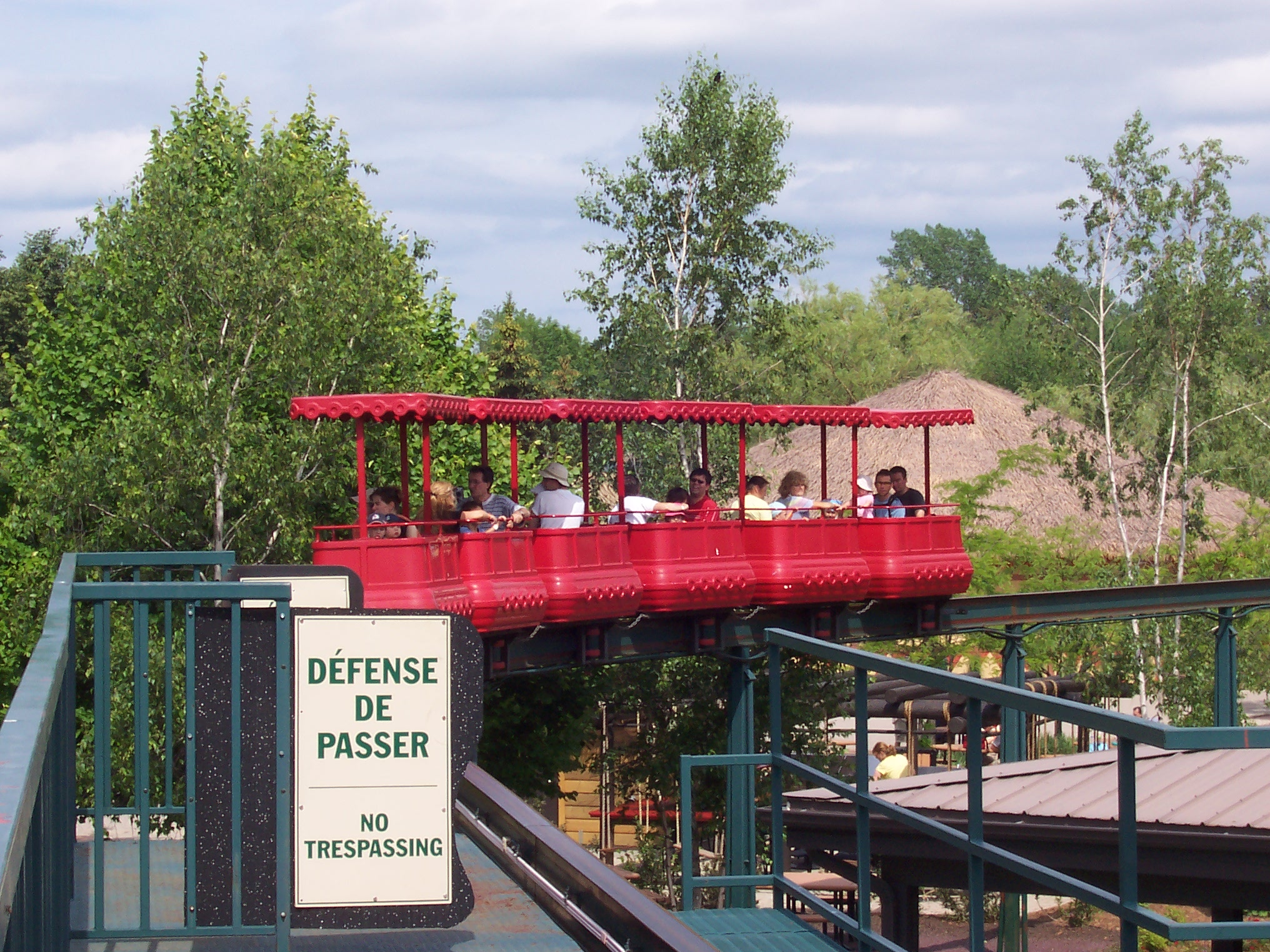
Le monorail

- Le Parc aquatique Amazoo est un parc aquatique thématique qui a fait époque. L'œuvre de Mario Limoges directeur général, il a été ouvert au public à l'été 1999 et l'accès est inclus dans le prix d'entrée au Zoo. Il comprend une piscine à vagues, une rivière-aventure,un parc de jeux d'eau pour les enfants, une piscine inauguré en 2009 nommé Hurakan, en plus de services aux baigneurs et de restauration. Cet aménagement a valu au Zoo de Granby en 2000 d'être le lauréat du Grand Prix du Tourisme du ministère du tourisme du Québec en dans la catégorie "Attraction touristique – 100 000 visiteurs et plus"[15]
- À nous la planète est un parc de manège sur le thème des voyages comprenant une douzaine de manèges pour la famille majoritairement d'accès gratuits. Le parc comprend également plusieurs jeux d'adresse. En 2008, deux nouveaux manèges payants ont fait leur apparition: le bateau balancier Kimbunga et les montagnes russes familiales Anaconda. En 2015, à la suite d'un partenariat avec Merlicom et Imports Dragon, le parc de manège est renommé Johnny Test et ses amis[16].
- La hutte à découverte est une exposition interactive permettant d'apprendre davantage sur les animaux du Zoo via divers espaces éducatifs et artefacts (fourrures, crânes, etc).
- Un monorail payant permet de parcourir du haut des airs la zone asiatique du parc.
- Des animations éducatives avec des animaux vivants sont présentés en divers lieu du parc par des biologistes et les gardiens.
- Pour les groupes: salles et terrasses privées pour la tenue d'événements tels BBQ corporatif, banquet, mariage... dans une ambiance exotique avec une touche animale.

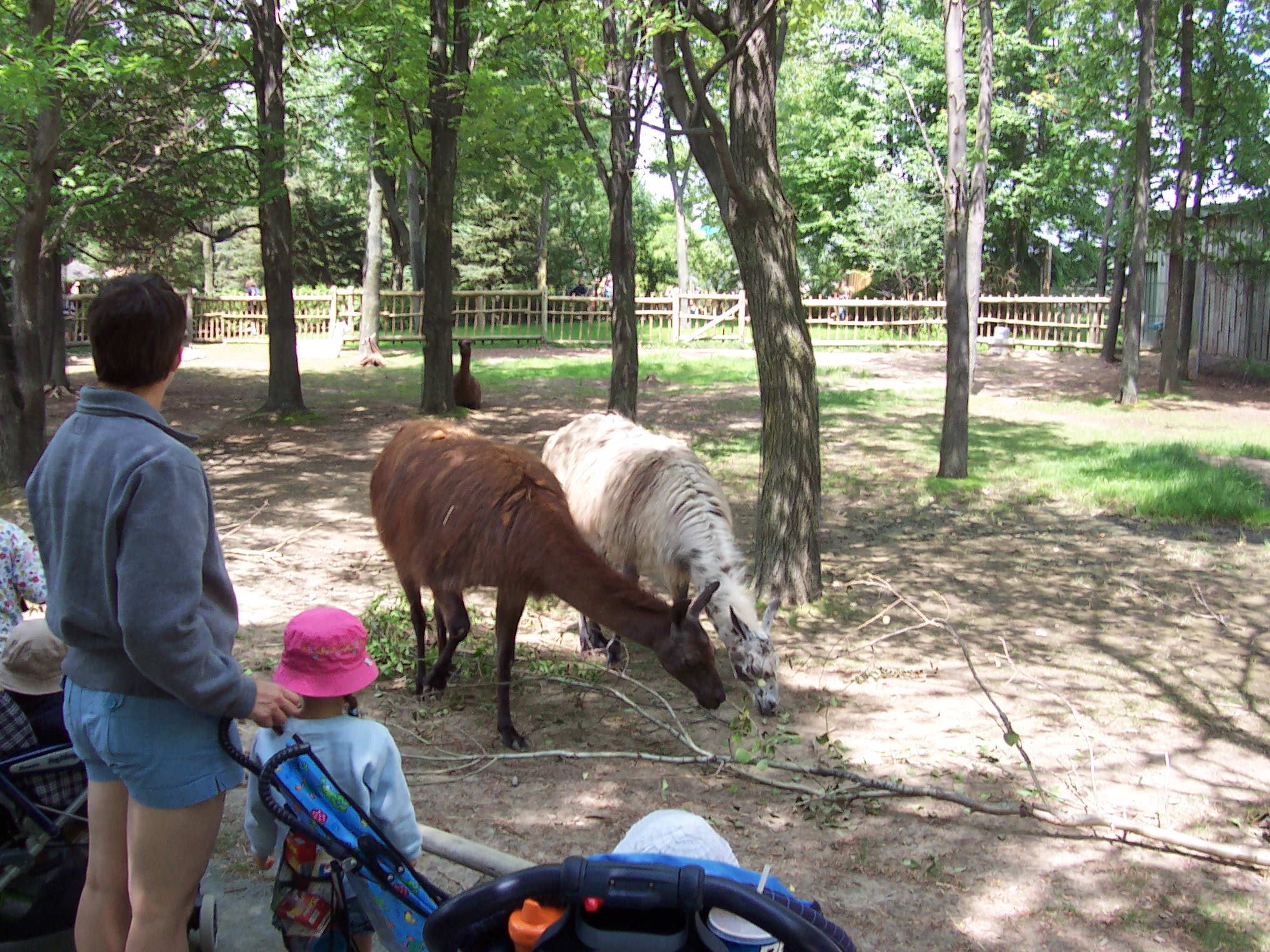
Lamas
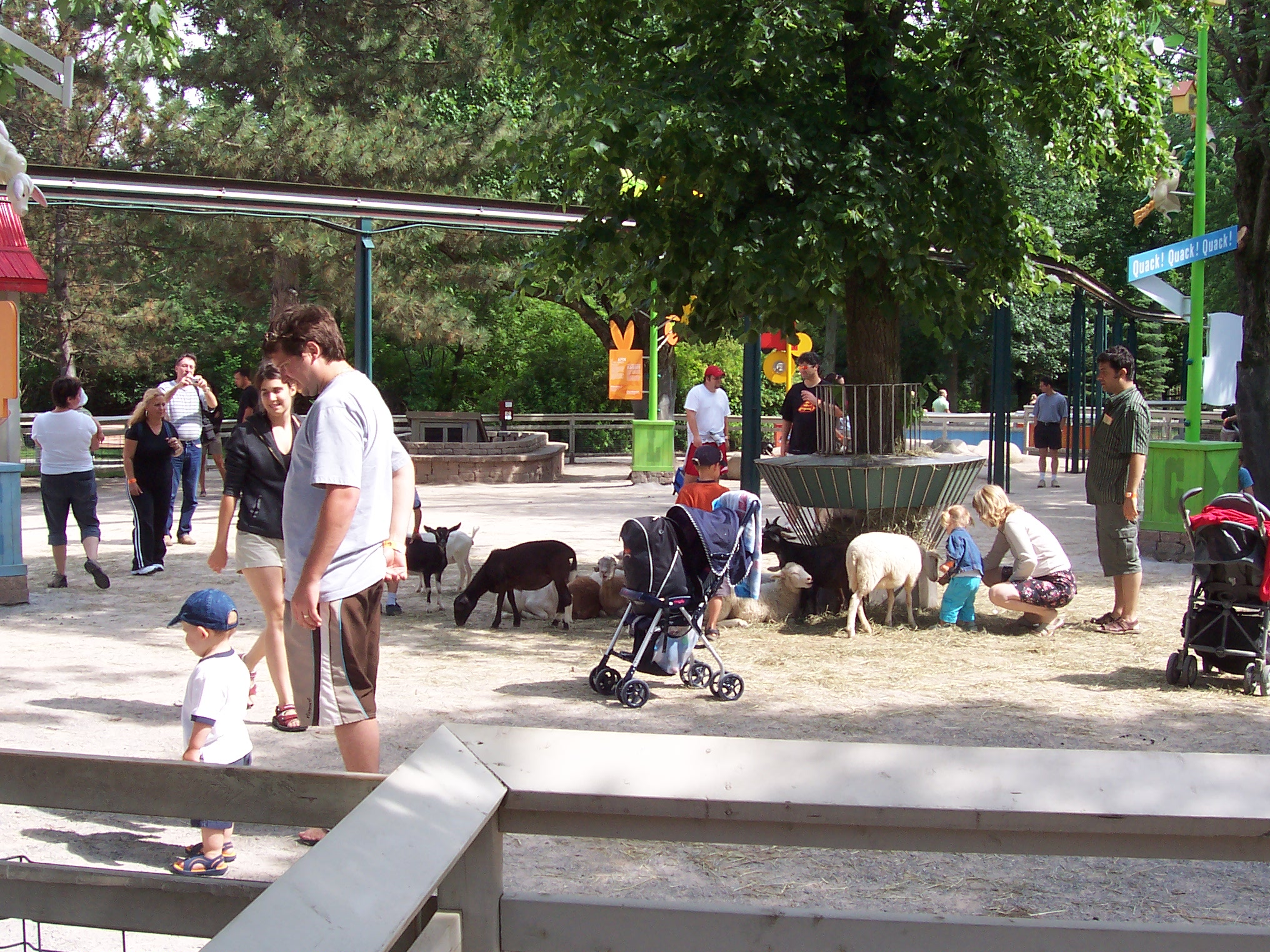
Un coin de la petite ferme

## Accréditations du zoo
- Association des zoos et aquariums du Canada, Canadian Aquariums and Zoos Association (CAZA)[17]
- American Zoos Association (AZA)[18]
- Association mondiale des zoos et aquariums, World association of zoos and aquariums (WAZA)[19]

## Prix et distinctions
- 2003 - Médaille de l'Assemblée nationale[20]
- 2007 - Prix Peter Karsten pour la conservation in situ[21].
- 2013 - Prix Thomas R. Baines pour l’excellence dans la conception et l’aménagement de l’habitat pour le Pavillon Odyssée Pacifique Sud[21].
- 2013 - Prix PDG vert décerné à Johanne Lalumière[22].
- 2014 - Prix Colonel G.D. Dailley pour la reproduction d’espèces ex situ[21].
- 2018 - Prix Peter Karsten pour la conservation[23].
- 2020 - Prix Thomas R. Baines dans la catégorie Grande institution pour son nouvel habitas des lions[24].
- 2021 - Prix Thomas Baines dans la catégorie Grande institution pour son nouvel habitat des rhinocéros[25].
- 2021 - Prix du professionnel de l’année dans un zoo / aquarium, prix décerné àa Rock Boily : technicien vétérinaire[25].